# Kolinovce
Kolinovce (bis 1946 slowakisch „Kolínovce“; deutsch Kohlsdorf, ungarisch Kolinfalva – bis 1907 Kolinfalu – bis 1892 Kolinóc) ist eine Gemeinde im Osten der Slowakei mit 580 Einwohnern (Stand 31. Dezember 2024) und gehört zum Okres Spišská Nová Ves, einem Teil des Košický kraj, sowie zur traditionellen Landschaft Zips.

## Geographie
Die Gemeinde befindet sich im Südostteil des Talkessels Hornádska kotlina beiderseits des Hornád, zwischen dem Braniskogebirge nördlich und dem Slowakischen Erzgebirge südlich des Flusses. Im Ort nimmt der Hornád den Bach Studenec auf. Das Ortszentrum liegt auf einer Höhe von 389 m n.m. und ist zweieinhalb Kilometer von Krompachy sowie 24 Kilometer von Spišská Nová Ves entfernt.
Nachbargemeinden sind Kaľava im Norden, Krompachy im Osten und Süden und Spišské Vlachy im Westen.

## Geschichte
Kolinovce trägt den Namen eines Göllnitzer Schreibers und wurde zum ersten Mal 1312 als villa Colinii schriftlich erwähnt. Damals war der Ort Teil des Bunds der Zipser Sachsen und war Standort einer der Zipser Burg gehörigen Mautstelle. 1409 schenkte Sigismund von Luxemburg das Dorf an die Pfarrei von Wallendorf (heute Spišské Vlachy). Im 18. Jahrhundert war Kolinovce ein Teil von Besitzungen der Stadt Wallendorf. 1880 zählte man 58 Häuser und 360 Einwohner, die vorwiegend in den Eisenwerken von Krompachy sowie an der Eisenbahn arbeiteten.
Bis 1918 gehörte der im Komitat Zips liegende Ort zum Königreich Ungarn und kam danach zur Tschechoslowakei beziehungsweise heute Slowakei.

## Bevölkerung
| Jahr                | 1994 | 2004    | 2014    | 2024    |
| ------------------- | ---- | ------- | ------- | ------- |
| Anzahl der Personen | 540  | 590     | 576     | 580     |
| Unterschied         |      | +9,25 % | −2,37 % | +0,69 % |

| Jahr                | 2023 | 2024    |
| ------------------- | ---- | ------- |
| Anzahl der Personen | 576  | 580     |
| Unterschied         |      | +0,69 % |

Gemäß der Volkszählung 2011 wohnten in Kolinovce 577 Einwohner, davon 531 Slowaken, 19 Roma und drei Tschechen. Zwei Einwohner gaben eine andere Ethnie an und bei 22 Einwohnern liegt keine Angabe zur Ethnie vor.
427 Einwohner bekannten sich zur römisch-katholischen Kirche, sechs Einwohner zur griechisch-katholischen Kirche, fünf Einwohner zur orthodoxen Kirche, drei Einwohner zur evangelisch-methodistischen Kirche und zwei Einwohner zu den Zeugen Jehovas; ein Einwohner bekannte sich zu einer anderen Konfession. 88 Einwohner waren konfessionslos und bei 45 Einwohnern wurde die Konfession nicht ermittelt.

## Bauwerke
- römisch-katholische Franziskuskirche im klassizistischen Stil aus dem Jahr 1830
- moderne römisch-katholische Kirche Maria von den Sieben Schmerzen aus dem Jahr 1994